# Lothar von Arnauld de la Perière
Lothar von Arnauld de la Perière (18 de marzo de 1886 en Posen - 24 de febrero de 1941 en Le Bourget, París) fue un destacado marino alemán, cuya carrera militar culminó con el rango de vicealmirante durante la II Guerra Mundial, pero terminó de manera abrupta, al fallecer en un accidente de aviación en el aeropuerto parisino de Le Bourget. Es sobre todo conocido por su destacada participación como comandante del submarino SM U-35 durante la Primera Guerra Mundial. Con 194 barcos y 459 679 toneladas de registro bruto (TRB) hundidos, fue el más exitoso as submarino de la Historia mundial. Casi todos sus hundimientos fueron obtenidos en aguas del Mediterráneo, en su mayoría utilizando el cañón de cubierta del SM U-35 o la reducción de las tripulaciones y el barrenado de los buques por trozos de abordaje.  Durante su período de servicio como comandante de submarino en la Primera Guerra Mundial, ordenó el disparo de 74 torpedos, de los que 39 dieron en el blanco.

## Biografía

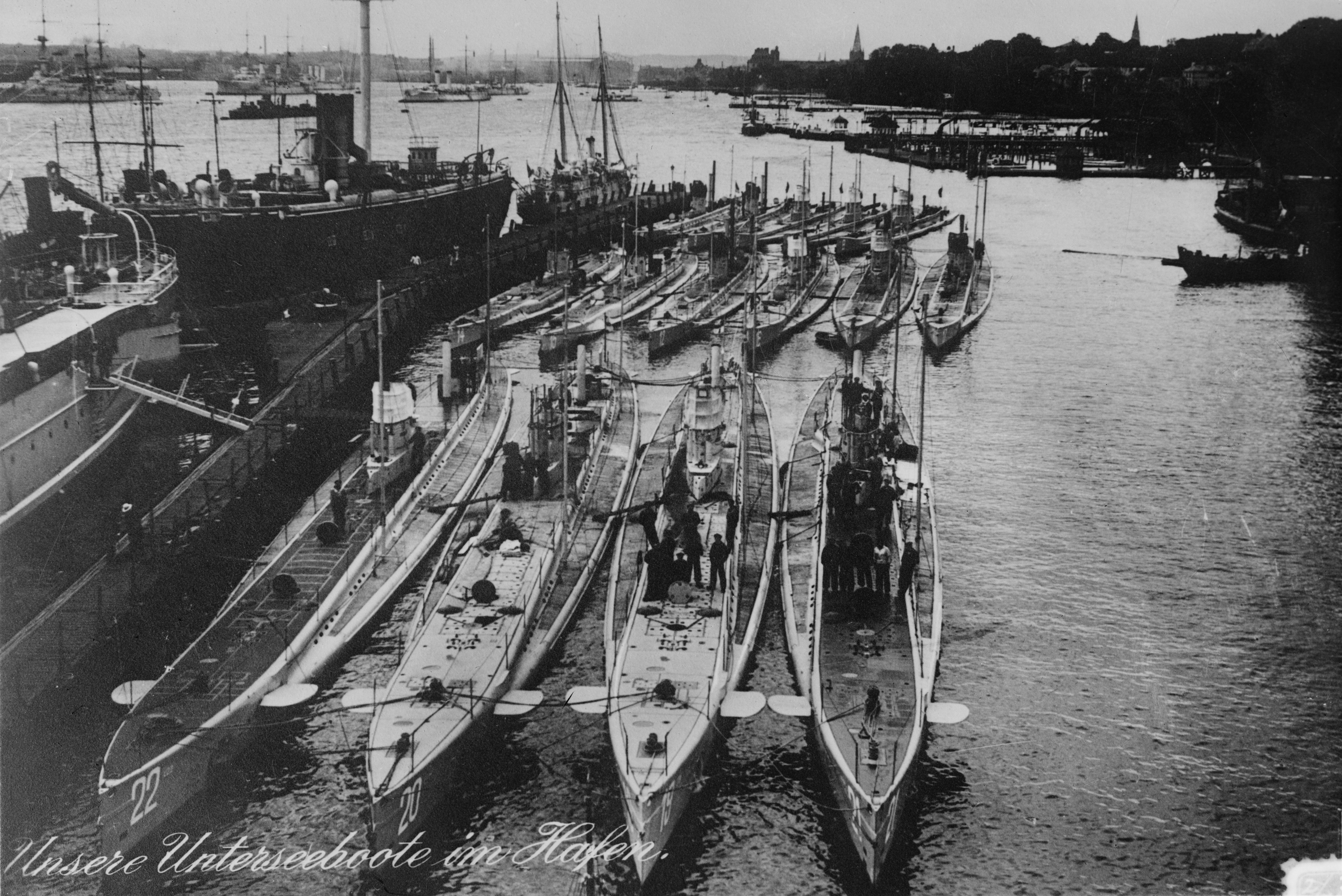
Submarinos en la base naval de Kiel (1914)

Lothar von Arnauld de la Perière ingresó en la Armada Imperial Alemana (Deutsche Kaiserliche Marine) con apenas 17 años de edad, el 1 de abril de 1903, formando parte de la promoción conocida como "Crew 03". Durante su formación como alumno cadete (Seekadett) realizó el preceptivo viaje en buque-escuela a bordo del SMS Stein, bajo el mando del Capitán de Fragata (Fregattenkapitän) Von Dombrowski. El viaje consistió en una gira de visitas por diversos puertos de las Indias Occidentales (Antillas) y el Mar Caribe. En 1905 siguió con éxito sendos cursos de especialización en las Armas de Torpedos y Artillería, y en 1906 recibió el despacho de Alférez (Leutnant zur See), concluyendo sus estudios con excelentes calificaciones y buenas perspectivas profesionales. Durante los años siguientes (1907-1910) sirvió en la Armada Imperial Alemana como oficial, destinado sucesivamente en tres grandes acorazados de línea (Linienschiffe): el SMS Kurfürst Friedrich Wilhelm, el SMS Schlesien y el SMS Schleswig-Holstein; por último, también estuvo destinado durante un breve período de tiempo como oficial en la II División de Torpederos (II. Torpedobootsdivision), debido a su especialización en el Arma de Torpedos. En 1911 recibió el grado de Teniente (Oberleutnant zur See) y el destino de Oficial de Torpedos en el crucero ligero SMS Emden, que se haría famoso y temido durante los primeros meses de la I Guerra Mundial como corsario en el Océano Pacífico. Al destacar como brillante oficial, el Almirante (Admiral) Hugo von Pohl, jefe del Estado Mayor de la Armada Imperial (Chef des Admiralstabs), lo nombró su asistente personal (Adjutant) en 1913 -un puesto destacado y con acceso a las altas esferas del mando naval-, siendo destinado al cuartel general de la Armada Imperial en Berlín.

### I Guerra Mundial
Al estallar la guerra en agosto de 1914, Von Arnauld solicitó sin éxito un destino en la aviación naval. Su carrera profesional progresó con la promoción a Capitán (Kapitänleutnant), obtenida el 16 de diciembre de 1914. Buscando servir en combate, logró ser destinado al Arma Submarina (Ubootwaffe), ingresando en dicho cuerpo el 1 de abril de 1915. Siguió el preceptivo curso de formación para comandantes de submarino (Kommandantenkurs), realizando las prácticas del mismo en los primitivos submarinos U 1 y U 3. Superado con éxito este período de formación, fue destinado al submarino SM U-35, destacado en aguas del Mediterráneo desde la base naval austro-húngara de Cattaro (act. Kotor, Montenegro). Recibió el mando de la nave de manos de su jefe saliente, el Capitán (Kapitänleutnant) Waldemar Kophamel, el 18 de noviembre de 1915.

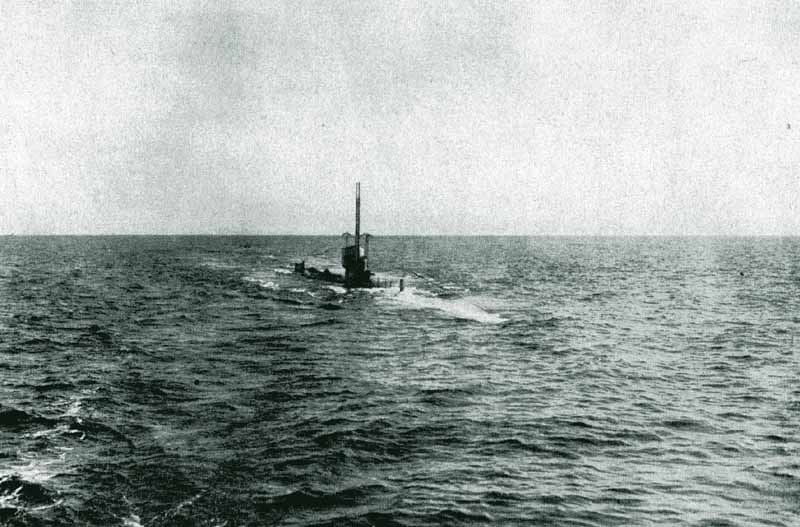
El SM U-35 en el Mediterráneo (1915)

Desde esa fecha hasta el 16 de marzo de 1918, Von Arnauld realizó un total de catorce misiones de combate al mando del SM U-35, estableciendo el récord mundial de hundimiento de buques para un único submarino y comandante. Su sexta misión, iniciada el 26 de julio de 1916, y concluida el 20 de agosto siguiente, instauró asimismo el récord absoluto de hundimientos en una sola misión, con 54 barcos hundidos, sumando un total superior a las 90 000  TRB. Hay que señalar, sin embargo, que muchos de los barcos hundidos por Von Arnauld eran veleros de pequeño porte y menos de 500 TRB de desplazamiento. Las condiciones bélicas del Mar Mediterráneo, densamente cubierto por rutas muy transitadas por barcos pequeños, permitía a submarinos como el SM U-35 encontrar y hundir numerosos barcos, pero casi todos ellos de reducido tonelaje. Este escenario era muy distinto del Atlántico, donde los buques en tránsito eran mucho mayores, pero también el área a cubrir para dar con ellos, y los viajes desde las bases navales a las zonas de operaciones. Por otra parte, las condiciones marítimas y climáticas del Atlántico, muy adversas para los poco potentes submarinos de la época, limitaban notablemente su capacidad ofensiva. Esto explica que el palmarés de los comandantes de submarino destinados al Mediterráneo fuese mucho mayor que el de los que combatían en el Atlántico.
Los logros bélicos de Von Arnauld le valieron diversas condecoraciones y ascensos: el 11 de octubre de 1916 recibió la Cruz de la Orden Pour le Mérite, la máxima condecoración militar del II Reich alemán, siendo el tercer comandante de submarino de la Flotilla Submarina de Pola (U-Flottille Pola) en recibirla. Tras mandar durante más de dos años el SM U-35 fue promovido al mando de una nave más moderna y potente, el crucero submarino SM U-139 Kapitänleutnant Schwieger, con el que solo llegó a realizar una misión de combate, en cuyo transcurso hundió cinco barcos, con un total de 7008 TRB. Al concluir la Primera Guerra Mundial, Von Arnauld había conseguido hundir 193 buques civiles, totalizando 457 179 TRB -cuatro de ellos artillados como auxiliares-; dos buques de guerra -una corbeta francesa y otra británica, de 1250 t cada una-; y causar daños a otros siete buques, sin llegar a hundirlos (totalizando 31 810 TRB). Estas cifras lo convierten en el comandante de submarino con mayor palmarés, con diferencia, de la Historia naval militar universal.

### Revolución de Noviembre

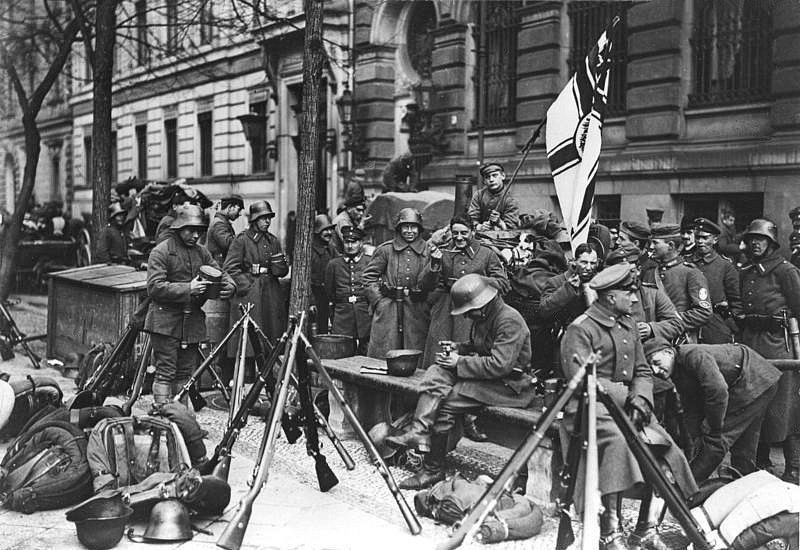
Soldados de una Brigada de Marina en las calles de Berlín en marzo de 1920 (foto Bundesarchiv)

Arnauld de la Periére permaneció fiel a la cadena de mando naval pese a la descomposición militar sobrevenida en la Armada Imperial (Kaiserliche Marine) en las semanas finales de la Primera Guerra Mundial. Tras la abdicación del káiser Guillermo II -forzada por los Aliados- el 4 de noviembre de 1918, y el estallido de la revolución alemana de 1918-1919 (Novemberrevolution), fue reclutado por el Capitán de Corbeta (Korvettenkapitän) Wielfried von Loewenfeld para formar un contingente militar terrestre, en el que también se enroló el marino y oficial de inteligencia Wilhelm Canaris. Tras una acelerada instrucción militar terrestre, Von Arnauld fue puesto al frente de un Batallón de Asalto (Sturmbataillon) en el seno de la denominada 3.ª Brigada de Marina (3. Marine-Brigade), activa desde febrero de 1919 hasta octubre de 1920. Esta milicia o cuerpo franco (Freikorps) luchó a favor del gobierno provisional de la República de Weimar, a las órdenes de su ministro de guerra Gustav Noske, y contra diversos grupos armados de extrema izquierda, empeñados en sangrientos golpes de Estado contra la naciente República. También desempeñó misiones de defensa fronteriza, frente a los intentos anexionistas de la recién creada República de Polonia, en la provincia alemana de la Alta Silesia (Oberschlesien), fijando su base de operaciones en la ciudad de Breslau (act. Wroclaw, Polonia).
El "Batallón de Asalto Von Arnauld de la Perière" fue empleado con éxito contra la Rebelión Comunista del Ruhr, encuadrado junto al resto de la 3.ª Brigada de Marina en la llamada "III División de Caballería" (III Kavalleriedivision). Los combates más duros los sostuvo, en abril de 1920, el área de Bottrop, donde sufrió fuertes bajas. Aunque el ministro Gustav Noske ordenó la disolución de la 3.ª Brigada de Marina al concluir la rebelión, la unidad se mantuvo unida bajo el liderazgo de Von Loewenfeld hasta 1922, sobre todo para defender los derechos de sus integrantes ante el Estado posrevolucionario, y hacer valer sus méritos como defensores de la legalidad.

### En la Reichsmarine

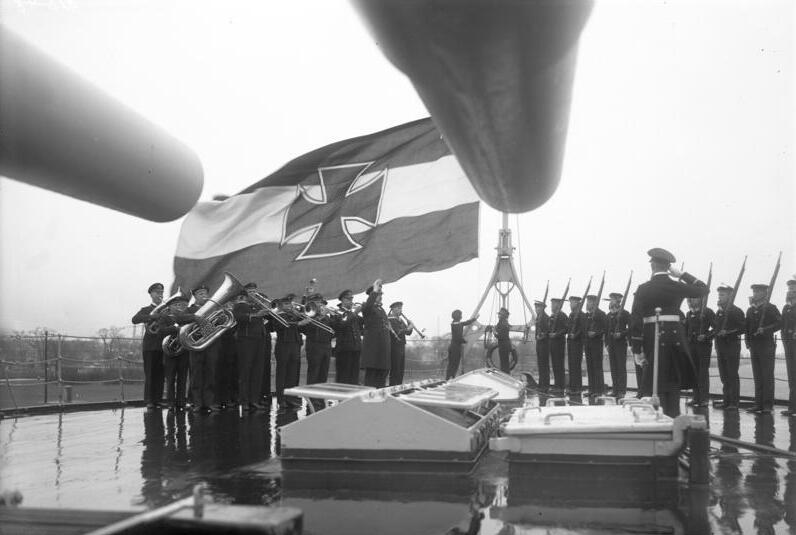
Bandera de la Reichsmarine (1919-1932)

La lealtad política de la 3.ª Brigada de Marina a la República de Weimar fue oficialmente reconocida por el gobierno alemán, que ofreció a sus oficiales y clases de marinería el ingreso en la nueva armada alemana republicana (Reichsmarine). Von Arnauld se acogió a la oferta del gobierno y por su activa participación en la defensa de la República fue promovido al rango de Capitán de Corbeta (Korvettenkapitän) en 1922. Durante los siguientes seis años contribuyó activamente a elevar el nivel profesional y el prestigio de la nueva armada alemana. Fue nombrado Oficial de Derrota del acorazado (Linienschiff) Hannover, y luego trasladado al Elsass con el mismo empleo. Su siguiente destino le llevó al estado mayor de la Estación Marítima del Mar del Norte (Marinestation der Nordsee) a las órdenes del Vicealmirante (Vizeadmiral) Bauer. El 1 de noviembre de 1928 fue promovido al rango de Capitán de Fragata (Fregattenkapitän) y obtuvo el mando del crucero ligero Emden, que ostentó hasta 1930.
Tras ser promovido al rango de Capitán de Navío (Kapitän zur See) el 30 de septiembre de 1931, solicitó el pase a la reserva de manera anticipada. Pero este paso no supuso el final de su carrera como marino militar, sino simplemente un cambio de escenario: gracias a su dilatada experiencia, su amplio conocimiento de los submarinos de combate, y el prestigio ganado en la Primera Guerra Mundial, fue reclutado por la Armada de la República de Turquía como asesor y profesor de su Academia Naval. En Turquía contribuyó al desarrollo del arma submarina nacional, alternando sus obligaciones docentes con diversas gestiones internacionales para la adquisición y modernización de submarinos hasta 1938, regresando a Alemania al año siguiente.

### II Guerra Mundial

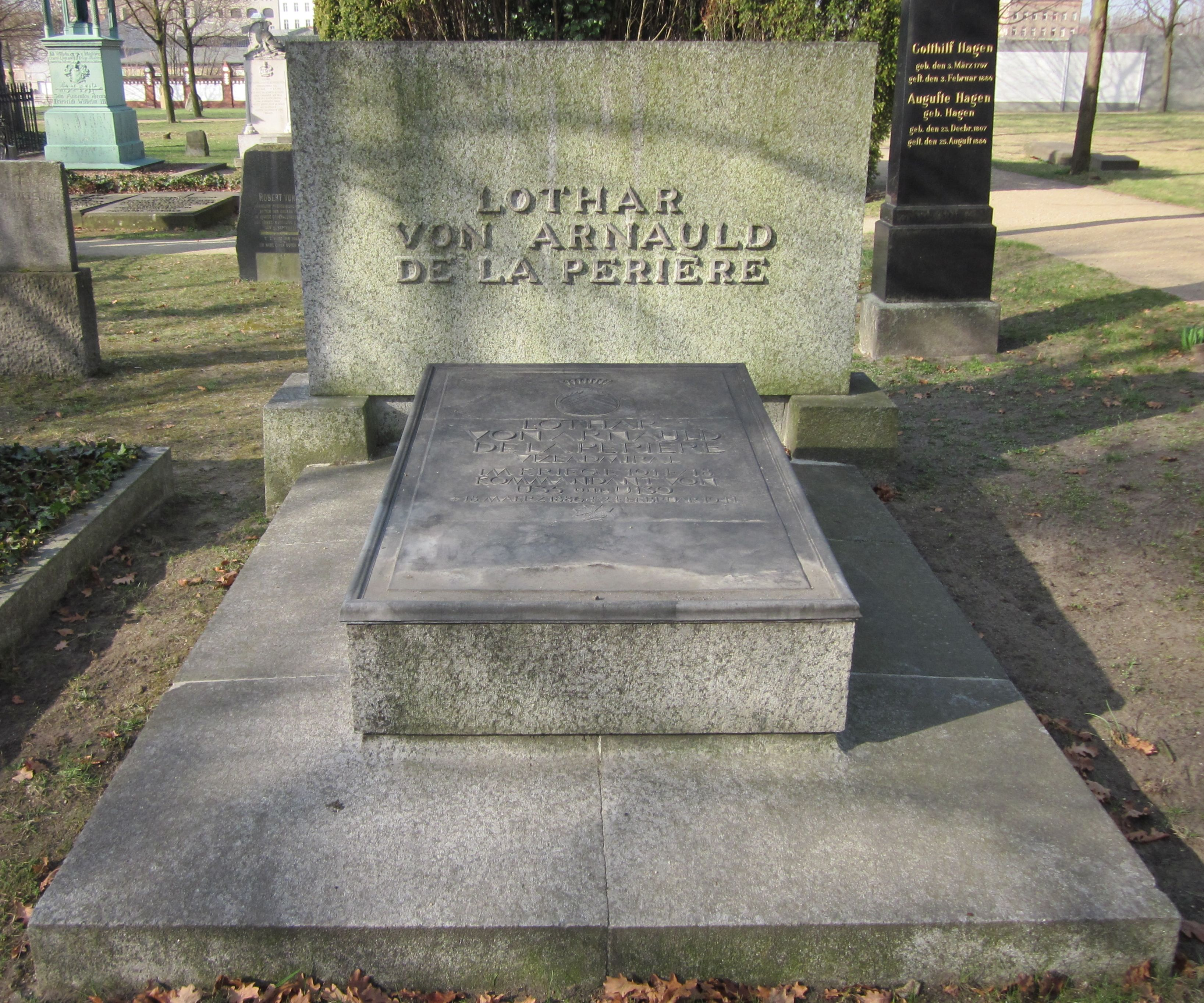
Tumba de Lothar von Arnauld de la Perière. Cementerio de los Inválidos (Invalidenfriedhof) Berlín.

Al comenzar la Segunda Guerra Mundial, Von Arnauld fue incorporado al servicio activo por la Armada de Guerra (Kriegsmarine) del III Reich, y nombrado Jefe Naval (Marinebevollmächtigte) de la Comandancia de Danzig, cargo que desempeñó hasta marzo de 1940. Su siguiente destino le llevó a la Jefatura Naval de Bélgica y Holanda (Marinebefehlshaber Belgien-Niederlande), por un corto período, hasta junio de 1940. Tras la rápida caída de Francia ese mismo mes, Von Arnauld fue promovido a Contraalmirante en servicio (Konteradmiral am Dienst) y destinado a ejercer la Jefatura Naval de la Bretaña francesa (Marinebefehlshaber der Bretagne). Tras un breve período en ese puesto, se le encomendó el equivalente para toda la Francia Atlántica (Marinebefehlshaber Westfrankreich). Su nombramiento efectivo como Vicealmirante en disponibilidad (Vizeadmiral zur Verfügung) se le otorgó con fecha 1 de febrero de 1941. El siguiente destino que recibió sería el último de su vida: fue nombrado Almirante del Sector Sudoriental (Admiral Südost), y al tomar el avión que lo llevaba a París para su toma de posesión oficial, éste se estrelló al tratar de aterrizar en el aeropuerto de Le Bourget, junto a la capital francesa. En su honor fue rebautizado el entonces activo Grupo Submarino del Mediterráneo como "Gruppe Arnauld".

## Carrera (rangos)
Las traducciones españolas que se ofrecen de los nombres originales en alemán no suponen un intento de establecer equivalencias de rangos con los propios de la Armada Española; se trata de aproximaciones -lo más ilustrativas en lo posible- para una mejor comprensión de los términos.
| Rango                       | Trad. aprox.                 | Fecha                    | Adscripción         |
| --------------------------- | ---------------------------- | ------------------------ | ------------------- |
| Fähnrich zur See            | Aspirante a alférez          | 15 de abril de 1904      | Kaiserliche Marine  |
| Leutnant zur See            | Alférez                      | 28 de septiembre de 1906 | Kaiserliche Marine  |
| Oberleutnant zur See        | Teniente de Navío            | 27 de marzo de 1909      | Kaiserliche Marine  |
| Kapitänleutnant             | Capitán (submarinos)         | 16 de diciembre de 1914  | Kaiserliche Marine  |
| Korvettenkapitän            | Capitán de Corbeta           | 1 de abril de 1922       | Reichsmarine        |
| Fregattenkapitän            | Capitán de Fragata           | 1 de noviembre de 1928   | Reichsmarine        |
| Kapitän zur See             | Capitán de Navío             | 1 de octubre de 1930     | Reichsmarine        |
| char. Konteradmiral         | Contraalmirante (habil.)     | 25 de enero de 1937      | Armada Rep. Turquía |
| char. Vizeadmiral           | Vicealmirante (habil.)       | 19 de agosto de 1939     | Kriegsmarine        |
| Konteradmiral am Dienst     | Contraalmirante (en serv.)   | 1 de junio de 1940       | Kriegsmarine        |
| Konteradmiral zur Verfügung | Contraalmirante (en dispon.) | 1 de febrero de 1941     | Kriegsmarine        |

## Condecoraciones recibidas
- Orden de la Corona (de Prusia) de 4.ª clase (Kronenorden (Preußens) IV. Klasse) 1906
- Cruz de Hierro de 2.ª clase (Eisernes Kreuz II. Klasse) 1 de enero de 1915
- Cruz Hanseática de Hamburgo (Hanseatenkreuz Hamburg)
- Dos Cruces al Mérito Militar de Austria, de 3.ª clase, con Distintivo de Guerra (Österreichisches Militärverdienstkreuz III. Klasse mit Kriegsdekoration)
- Cruz de Hierro de 1.ª clase (Eisernes Kreuz I. Klasse) 1 de enero de 1916
- Medalla Imperial de Plata "Ímtiyaz", del Imperio Otomano, con Cimitarras (Ímtiyaz Madalyasi)
- Banda de la Cruz de Hierro de 1.ª clase (Spange zum Eisernen Kreuz I. Klasse)
- Orden "Por el Mérito" (Pour le mérite) (cruz azul, máxima distinción militar alemana, conocida como Blaue Max) 11 de octubre de 1916
- Cruz de Caballero de la Orden de la Casa Real de Hohenzollern con Espadas (Ritterkreuz des Königlichen Hausordens von Hohenzollern mit Schwertern) 1916
- Media Luna de Hierro, del Imperio Otomano (Harp Madalyasi-Eiserner Halbmond)
- Cruz de Caballero de la Orden del Emperador Leopoldo, de Austria, con Distintivo de Guerra (Ritterkreuz des österreichisch-kaiserlichen Leopold-Ordens mit Kriegsdekoration)
- Orden de la Corona de Hierro, de Austria, de 3.ª clase, con Distintivo de Guerra (Orden der Eisernen Krone (Österreich) III. Klasse mit Kriegsdekoration)
- Medalla de plata "Liyakat", del Imperio Otomano, con Espadas (Liyakat Madalyasi - Silberne Liakat-Medaille mit Schwertern)
- Emblema de Guerra Submarina (U-Boot-Kriegsabzeichen) 1918
- Cruz de Distinción en el Servicio (Dienstauszeichnungskreuz) d. 1933
- Medalla de Honor de los Combatientes del Frente 1914-1918 (Ehrenkreuz für Frontkämpfer 1914-1918) d. 1935
- Medalla al Mérito de Guerra de 2.ª clase (Kriegsverdienstkreuz 2. Klasse) d. 1939